# Макарий I Солунски
Макарий (на гръцки: Μακάριος) е византийски православен духовник от ΧΙV век, солунски митрополит.

## Биография
В 1342 година Макарий заема солунската катедра в началото на зилотското управление на града.
Макарий е яростен противник на исихастите и има голямо влияние сред зилотите, както и в цялото общество. Обявен е от зилотите за почетен председател на „Независимата Солунска република“.
Заема митрополитския престол в Солун до смъртта си в 1345 година, когато е наследен от Хиацинт.